# Niōmon

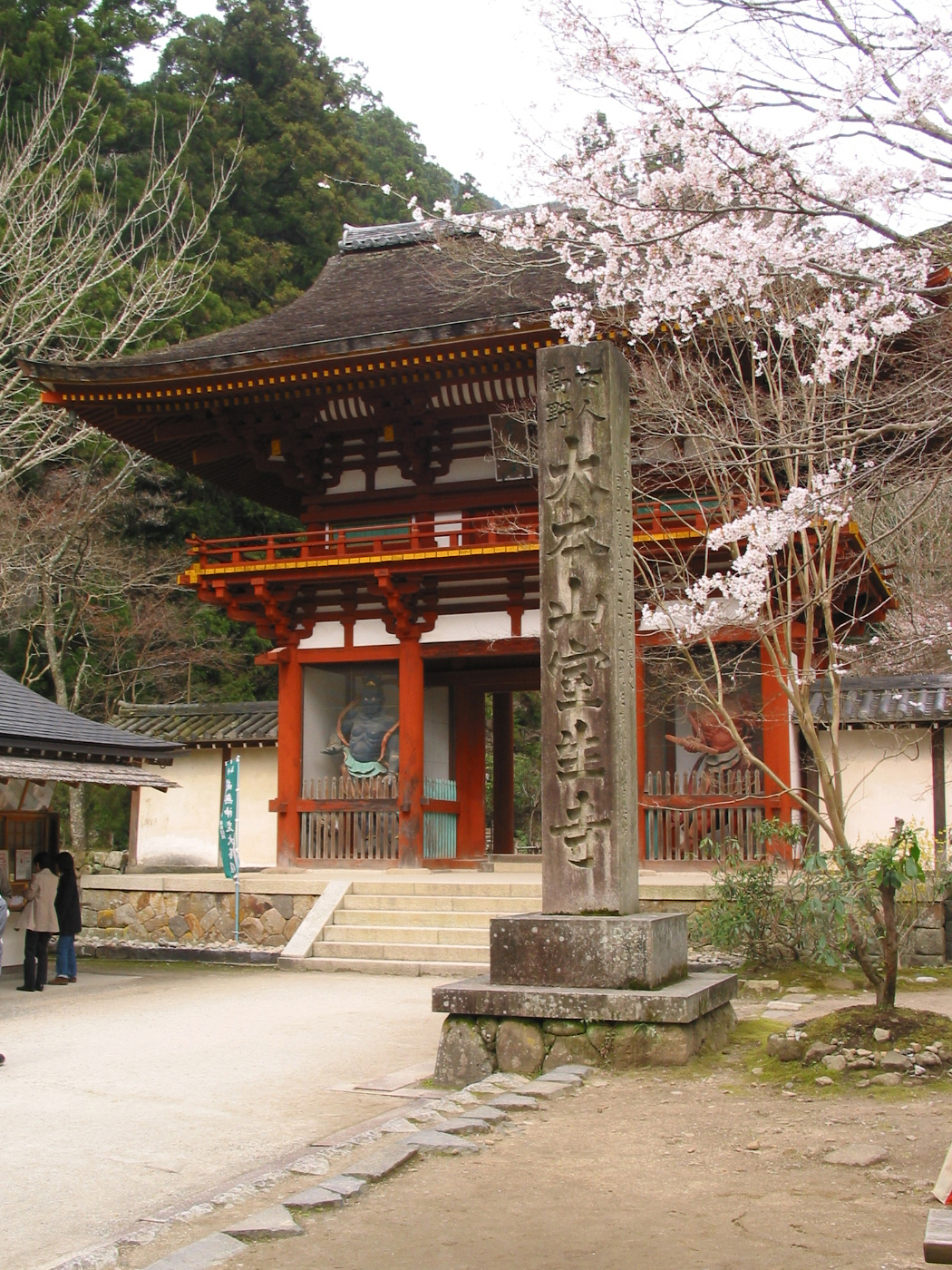
Un niōmon

El Niōmon (仁王門?  lit. puerta Niō) es el nombre japonés de una puerta de templo budista custodiado por dos guerreros de madera llamadas Niō (lit. Dos Reyes). La puerta se llama Heng Ha Er Jiang (哼哈二将) en China y Geumgangmun (金剛門) en Corea. Las dos estatuas están dentro de los dos postes de la puerta en sí, una a la izquierda, uno a la derecha . Estructuralmente, por lo general puede ser tanto un rōmon o un nijūmon y puede medir ya sea 5x2 o 3x2 bahías. A veces puede tener sólo un piso, como en el caso de la Kaminarimon de Asakusa.
En una puerta de cinco bahías, las figuras de los dos Niō suelen ser consagradas en las dos bahías externas, pero puede ser que a veces se encuentren también en las internas. La estatua de la derecha se llama Naraen Kongō (那羅延金剛?) y tiene la boca abierta a pronunciar la primera letra del alfabeto sánscrito, que se pronuncia "a". la estatua de la izquierda se llama Misshaku Kongō (密迹金剛?) y tiene la boca cerrada, que representa la última letra del alfabeto sánscrito , pronunciado "um". Estos dos letras (a-un en japonés) junto simbolizan el nacimiento y la muerte de todas las cosas.

## Galería
|                |
| Misshaku Kongō |

|              |
| Naraen Kongō |